# Црква Светог пророка Илије у Доњим Грбицама
Црква Светог пророка Илије у Доњим Грбицама, насељеном месту на територији града Крагујевца, припада Епархији шумадијској Српске православне цркве. Представља непокретно културно добро као споменик културе, одлуком Владе Републике Србије бр. 633-4693/99, од 25. јануара 2000. године, Службени гласник РС бр. 5 од 17. фебруара 2000. године.
Црква посвећена Светом пророку Илији подигнута је и освештана 1890. године на остацима старе, средњовековне цркве. Израђена је у духу моравског градитељства, триконхалне основе. Издуженог је наоса, док су централна и бочне апсиде полукружне. Над централним делом се уздиже ваљкасти тамбур и купола. Фасаде су мирне, без декорације, осим профилисаног венца у камену. Северно од улаза у цркву је камени звоник из 1896. године. 
Овај храм је попут многих других с краја 19. века, остао лишен живописа. Иконостас је дрвени, без профилације, са устаљеним редом икона и двери, осликан од стране непознатог аутора.